# Закоханий Джордж Лукас
«Закоханий Джордж Лукас» (англ. George Lucas in Love) — студентський короткометражний фільм, що вийшов у червні 1999 року, і є водночас шаною та пародією на фільми «Зоряні війни» і «Закоханий Шекспір». Режисер фільму Джо Нассбаум фінансував фільм спадщиною своєї бабусі. У створенні фільму брало участь кілька десятків студентів кіно Університету Південної Каліфорнії.

## Сюжет
У фільмі, Джордж Лукас — студент Університету Південної Каліфорнії у 1967 році і страждає від письменницької блокади, намагаючись написати сценарій фільму про молодого космічного фермера з поганим врожаєм «космічної пшениці». Скрізь, де він ходить, глядачі бачать студентів і вчителів, які нагадують Дарта Вейдера, Хана Соло, Чубакку, Джаббу Хатта, R2-D2 і C-3PO. Лукас оточений натхненням, але він нічого не бачить. Навіть його професор кіно, який виглядає і розмовляє як Йода, не може йому допомогти.
Зрештою, Лукас зустрічає свою музу — молоду дівчину (з дивною зачіскою) яка є «як би лідером студентського опору». Після їхньої зустрічі, все починається складатися в голові Лукаса, бо вона йому каже писати, що знає. Його письменницька блокада зникає і він закінчує свій шедевр.
Фільм показали на кінофестивалі в Торонто 19 вересня 1999 і він став популярний в колах фанатів «Зоряних воєн» і звичайних глядачів.

## У ролях
| Актор          | Роль   |
| -------------- | ------ |
| Мартін Гайнс   | Джордж |
| Ліза Джейкаб   | Меріон |
| Джейсон Пек    | Бенджі |
| Джефф В'єнс    | Аарон  |
| Девід Янг IV   | Чак    |
| Тімоті Даулінг | Хел    |
| Джон Рафтер Лі | Рантер |

## Цікаві факти
- Джорджу Лукасу дуже цей фільм сподобався, і він послав вітального листа творцям.
- Деякі вважають, що студентські фільми, згадані в пародії ( 1:42:08  і  6-18-67 ) не справжні, але Джордж Лукас дійсно їх знімав в університеті.
- На 7 хвилині фільму в титрах після Starring: Martin Hynes & Lisa Jakub на півсекунди миготить фотографія молодого Джорджа Лукаса (ймовірно), що сидить за робочим столом.